# Heremigario
Heremigario o Hermigario (en latín: Heremigarius †429) fue un jefe militar suevo de principios del siglo V, que aparece citado en el Chronicon de Hidacio. Según Hidacio, dirigió una expedición sueva a Lusitania a comienzos del año 429, enfrentándose al rey Genserico inmediatamente antes de que éste marchara con su pueblo a África, y atacando las ciudades de los vándalos, Sevilla y Mérida, donde «fue arrojado al Guadiana por el brazo de Dios», y murió ahogado
En realidad, no sabemos casi nada de Heremigario ya que Hidacio, única fuente para su estudio, solo lo menciona de forma lacónica:

90: V. Gaisericus rex, de Baeticae prouinciae
litore, cum Vandalis omnibus eorumque
familiis, mense Maio ad Mauretaniam et
Africam relictis transit Hispaniis. Qui,
priusquam pertransiret admonitus Heremigarium
Sueuum uicinas in transitu suo
prouincias depraedari, recursu cum aliquantis
suis facto praedantem in Lusitania
consequitur. Qui haud procul de Emerita,
quam cum sanctae martyris Eulaliae
iniuria spreuerat, maledictis per Gaisericum
caesis ex his quos secum habebat,
arrepto, ut putauit, euro uelocius fugae
subsidio, in flumine Ana diuino brachio
praecipitatus interiit. Quo ita extincto
mox quo coeperat Gaisericus enauigauit.
Hidacio, Chronicon

90. El rey Genserico, dejó las Hispanias en el
mes de mayo, con todos los Vándalos y
sus familias, y pasó a Mauritania y a
África desde las costas da la provincia Bética.
Antes de hacerlo fue advertido de la expedición
del suevo Heremigario por las provincias
próximas al lugar de su tránsito, por lo
que, volviendo atrás, alcanza al saqueador en Lusitania.
No lejos de Emerita, Heremigario injuriará
a la santa mártir Eulalia, mas sus
maldiciones y las de su entorno fueron abatidas
por Genserico. Huido de las tropas
de reserva, más veloz que el viento del este,
fue precipitado en el río Anas por el brazo
divino, y pereció. Muerto el cual, Genserico
emprende enseguida la navegación.
Hidacio, Chronicon

El historiador alemán F. Dahn en su monumental Die Könige der Germanen apuntó la posibilidad de que fuera familiar, e incluso sucesor de Hermerico; esta hipótesis es compartida por Casimiro Torres en Galicia Sueva señalando la posibilidad de que fuera padre del magister militum Ricimero. Pero lo cierto es que no hay constancia documental que indique que fuera realmente rey de los suevos.
Otro caso de una misma raíz común es Ermengon, enterrada en el interior de la gran basílica de Hipona, adaptada al culto arriano. Su rico y distinguido enterramiento hacen de Ermengon un miembro de la nobleza vándala, que sin embargo se sentía orgullosa de proclamar su identidad étnica sueva; su nombre podría ser indicio de su pertenencia al linaje real suevo de Hermerico, tal vez un familiar directo de Heremigario.